# Dacryocyte

Dacrocytes

Dacryocyte est un terme issu du grec dakruon: larme et kutos: cellule
Les dacryocytes sont des globules rouges en forme de larmes. Une prolifération de dacryocytes est appelée une dacryocytose.
Une dacryocytose se voit souvent dans la splénomégalie myéloïde (myélofibrose), les thalassémies et toute hématopoïèse extramédullaire. 